# 台江区
台江区（平話字：Dài-gĕ̤ng，閩拼：dai55-geoyng55，國際音標：[tai˥˥ køyŋ˥˥]），旧称南臺，是中国福建省福州市所辖的一个区。台江区位于福州城区中部，为省会福州中心城区、闽江下游北岸，面积18平方公里，是福建省面积最小人口密度最高的市辖区。区人民政府驻瀛洲街道台江路88号。

## 名称由来
汉高祖五年（公元前202年），无诸在南台山（今大庙山）筑台受封为闽越王，该台称越王台。武帝元光元年（公元前134年）至元封六年（公元前110年），东越王余善在大庙山临江（闽江）垂钓，后筑台称钓龙台。五代后梁开平二年（908年），王审知在福州筑“夹城”，“登南城翘望，有台（指越王台、钓龙台）临江”。台江、南台故而得名。

## 建制沿革
远在公元前770年的西周晚期，吉祥山一带就有闽族先民临江而居，从事狩猎和农业生产活动。秦漢時期為冶城轄區內（今福州市）。两晋间，中原汉人大批入闽，其中少部分滞留台江地区。唐代，王审知入闽，在福州筑“夹城”，其南城宁越门在今南门一带。于是，“登南城翘望，有台（指越王台、钓鱼台）临江”，台江、南台由此得名。其时，分属闽县、侯官县治。直至民国二年(1913年），闽县与侯官县合并，称闽侯县，台江地区属闽侯县管辖。民国6年，实行由闽侯县与福建省会督察厅共治福州城。以福建省会督察厅第三署与闽侯县共辖原小桥区域；福建省会警察厅第四署与闽侯县共辖原台江区域。民国34年5月，成立台江、小桥区公所；台江地区分属台江区、小桥区管辖，归属福州市。1956年4月，台江区、小桥区合并为台江区，属福州市管辖，1968年9月改称赤卫区，1978年4月恢复台江区名称。

## 历史
台江区原为古城福州之南郊，旧称南台，因区临有著名的“台江”（又称白龙江），而得名。
秦始皇时代起曾先后隶属于冶、侯官等县管辖，反复更变。至宋朝宋太宗太平兴国六年，台江地段属怀安县与闽县共同管辖。到万历八年（1580年），怀安县并入侯官县，至此台江地段属侯官县与闽县共同管辖的局面至此形成。明朝时，这里已是中国对外通商与文化交流的重要口岸；晚清时又辟为中国的中外贸商埠───上下杭的所在地。清末，台江地区南台一半为侯官县衙直辖区，一半为闽县衙直辖区。

## 人口
根據 第七次全国人口普查數據，截至2020年11月1日零時，台江區常住人口為411819人。

## 经济

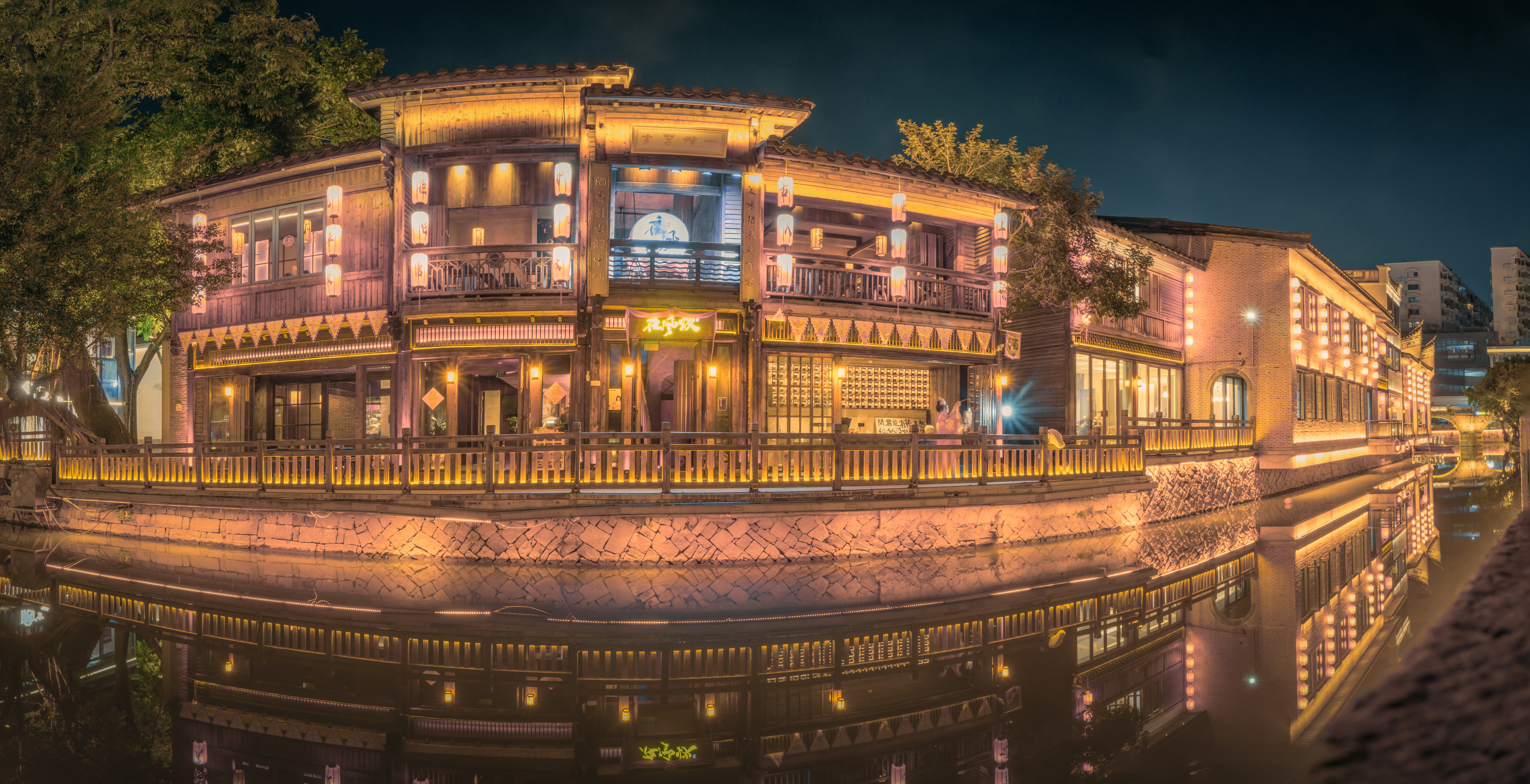
福州上下杭被视为福州最早、保存最完整的福州历史的商业区

福州闽江北岸中央商务区（台西CBD）坐落于台江区宁化街道，濒临闽江岸线，拥有30逾座百米写字楼，有建设银行福建分行等十余家金融企业入驻于此，是集写字楼、综合商业体和星级酒店于一体的商贸中心。福州海峡金融商务区位于台江区鳌峰片区，鳌峰大桥旁，截至2019年，拥有中外金融企业及超1000家，境内外上市公司83家。福州市的第一高楼福州世茂洲际酒店坐落在台江区的茶亭街道。万宝商圈、台江万达等多个大型购物娱乐商圈在台江林立，台江著名商业街中亭街的历史最早可追溯到宋代。2018年台江区生产总值达475.63亿元，较前一年增长6.9%。

## 地理概况
台江区的陆域面积为18平方公里，水域面积1.91平方公里。东起江滨中大道东头九孔闸，沿光明港至晋安河中心线为界，与晋安区一河之隔；西、南以闽江主航道中心线为界，与仓山区隔江相望；北以琼东河、东西河、斗池路、上浦路中心线至金山大桥西北侧桥下小岛北端至闽江主航道中心线为界，与鼓楼区毗邻。
台江的大部分地区原来均为水域。大约在新石器时代晚期或青铜器时代，北部的闽江流域由于地壳运动和泥沙沉积逐渐形成一片冲积平原。
台江区内主要河道有晋安河、白马河、打铁港、东西河、茶亭河、达道河、瀛洲河、光明港、大庆河、三捷河、奋斗河、济南河、新透河、浦西河等。

## 行政区划
台江区下辖10个街道办事处：
瀛洲街道、后洲街道、义洲街道、新港街道、上海街道、苍霞街道、茶亭街道、洋中街道、鳌峰街道和宁化街道。
- 注：2004年，原双杭街道并入后洲街道、原帮洲街道并入苍霞街道。

## 交通
台江区辖区内主干道有八一七路（中路、南路）、西二环南路、江滨大道（西大道、中大道）、工业路、五一路（中路、南路）、六一中路、国货西路、台江路、达道路、达江路、广达路、连江路（南段）、白马路（中路、南路）；主要桥梁有解放大桥、闽江大桥、鳌峰大桥、三县洲大桥、尤溪洲大桥、金山大桥（为鼓楼、台江交界）、瀛洲立交桥（已于2014年拆除）、洋头口立交桥（已于2009年拆除）等。
服务于福州市内仁德公交站和长途汽车站福州汽车南站（福州汽车站）均位于台江区。

### 地铁
- █ 1号线：茶亭站 - 达道站

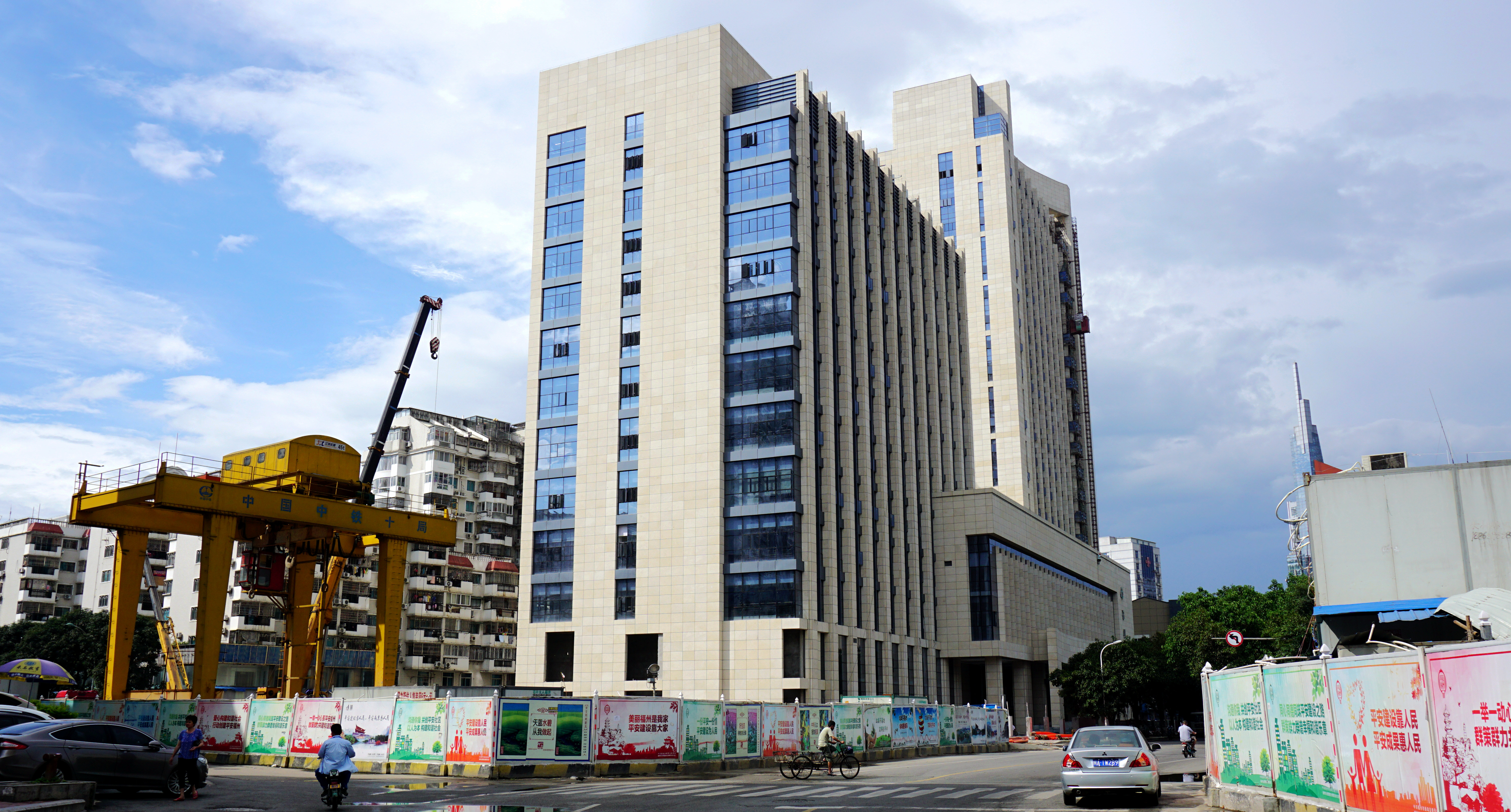
福州地铁大厦与达道站工地

- █ 2号线：祥坂站 - 宁化站 - 西洋站（鼓台交界）
- █ 4号线：鰲峰洲站

福州轨道交通指挥控制中心位于台江区广达路达道路交界处，为1~4号线的控制中心（OCC）。

#### 在建線路及車站
- █ F1号线：南公園站

## 相关人物
有很多著名人物均出自台江，如翻译家林纾，中国现代制碱工业专家侯德榜，烈士陈昭礼等。